# مارغريت بتلر
مارغريت كامبشيفر بتلر (بالإنجليزية: Margaret K. Butler)‏ ولدت في 27 مارس 1924 وتوفيت في 8 مارس 2013، هي رياضياتية أمريكية اشتهرت باعتبارها واحدة من أوائل من اعتمدوا على برامج الكمبيوتر في علوم الرياضيات. خلال أوائل 1950 ساهمت بتلر في تطوير تاريخ عتاد الحوسبة، كما كانت أول أنثى زميلة في الجمعية النووية الأمريكية وسبق لها وأن شغبت منصب مديرة مركز برنامج الطاقة الوطنية في أرغون. تزَّعمت بتلر مناصب قيادية طوال حياتها حيث تنقلت بين العديد من الوظائف العلمية والعملية في عدة منظمات ومجموعات نسائية. وتُعد من مؤسسات مركز البرمجيات والطاقة الوطنية. كانت بتلر تعمل على تبادل لتحرير برامج الكمبيوتر في ما يخص الطاقة النووية وتطويرها بالاعتماد على مبادئ وتكنولوجيا الكمبيوتر.

## النشأة والتعليم
ولدت بتلر في 27 مارس/آذار 1924 في إيفانسفيل بولاية إنديانا.

## المسيرة المهنية
بدأت بتلر حياتها المهنية عام 1944 من خلال العمل كإحصائية في مكتب إحصاءات العمل. وفي نفس كانت تدرُس مادة الرياضيات بكلية الدراسات العليا التابعة لوزارة الزراعة الأمريكية حيث أخذت دورات دراسية وتدريبية ذات صلة بنظرية العيِّنات. بعد عام تقريبا انضمَّت إلى القوات الجوية الأمريكية وعملت في ألمانيا، ثم عادت إلى الولايات المتحدة بعد عامين من بدأ العمل في المفاعلات البحرية في شعبة مختبر أرجون الوطني وذلك باعتبارها مبتدئة في علوم الرياضيات. عندما كانت تعمل في أرغونط خلقت بتلر رفقة بعضٍ من علماء الفيزياء مشروع نموذج تدور رحاه حول الغواصة النووية وكيفية تطويرها من خلال الاعتماد والدمج بالفيزياء الذرية والمفاعلات النووية. في عام 1949، عملت في مكتب إحصاءات العمل في ولاية مينيسوتا ولكنها عادت إلى مختبر أرغون الوطني في عام 1951. بعد عودتها إلى أرغون أصبحت بتلر مساعدة رياضياتية في قسم الهندسة وعملت منذ وقت مبكر على الكمبيوتر. في 1950 كتبت بتلر كتابا عبارة عن برنامج حيث أشارت فيه إلى دور التطبيقات الرياضية في المفاعلات النووية وخصت بالذكر ثلاث برامج كمبيوتر كانت موجودة على مثن الحواسب في مختبر أرجون وهي أوراكل، جورج ويونيفاك. من أواخر 1950 إلى أوائل 1960 قادت وترأست شعبة برمجة التطبيقات في مختبر أرغون، ثم عملت في وقت لاحق رفقة إدارة المختبر وشكلت بتلر وضعت فريقا لإصلاح المشاكل في البرنامج الذي يهتم بالمفاعلات، كما ركزت في بحوثها على علم الأحياء، الكيمياء، الفيزياء، إدارة الأعمال وفيزياء الطاقة العالية. في عام 1960 عملت بتلر مع آخرين لإنشاء رمز مركز أرغون الذي أصبح في وقت لاحق مركز البرامج الوطنية للطاقة (NESC). سوف تصبح بتلر في وقت لاحق مديرة المركز وذلك في الفترة الممتدة ما بين 1972–1991. في عام 1980 تمت ترقية بتلر إلى كبيرة قسم علوم الكمبيوتر في أرغون قبل أن تتقاعد بشكل رسمي في عام 1991، لكنها استمرت في العمل في أرغون من عام 1993 إلى عام 2006.

## التأثير
خلال فترة وجودها في أرغون كانت بتلر من أشد الداعمات لعمل النساء؛ وقد وصفتها العاملات في أرغون بأنها نموذج يحتذى به مع الترحيب بوجوده. ووفقا لمارغريت ابنة جاي فإنها «ظلت في ضوء كل المسؤوليات تتحمل كل شيء ... كانت تعمل وتزداد ذكاء يوما على يوم». عندما ترقَّت بتلر وارتفعت في صفوف مختبر أرغون حرصت على توظيف النساء وترقيتهن أيضا؛ كما عملت مع غيرها من النساء في تنظيم اتحاد المرأة في العلوم في شيكاغو، ثم عقدت مجلس تنفيذي حاولت من خلاله التعريف بدور المرأة في العلوم؛ حيث حضر المجلس طلابس المدارس الثانوية والمعلمين والإدارة وغيرهم من شخصيات المجتمع المدني.